# Erídano (mitología)

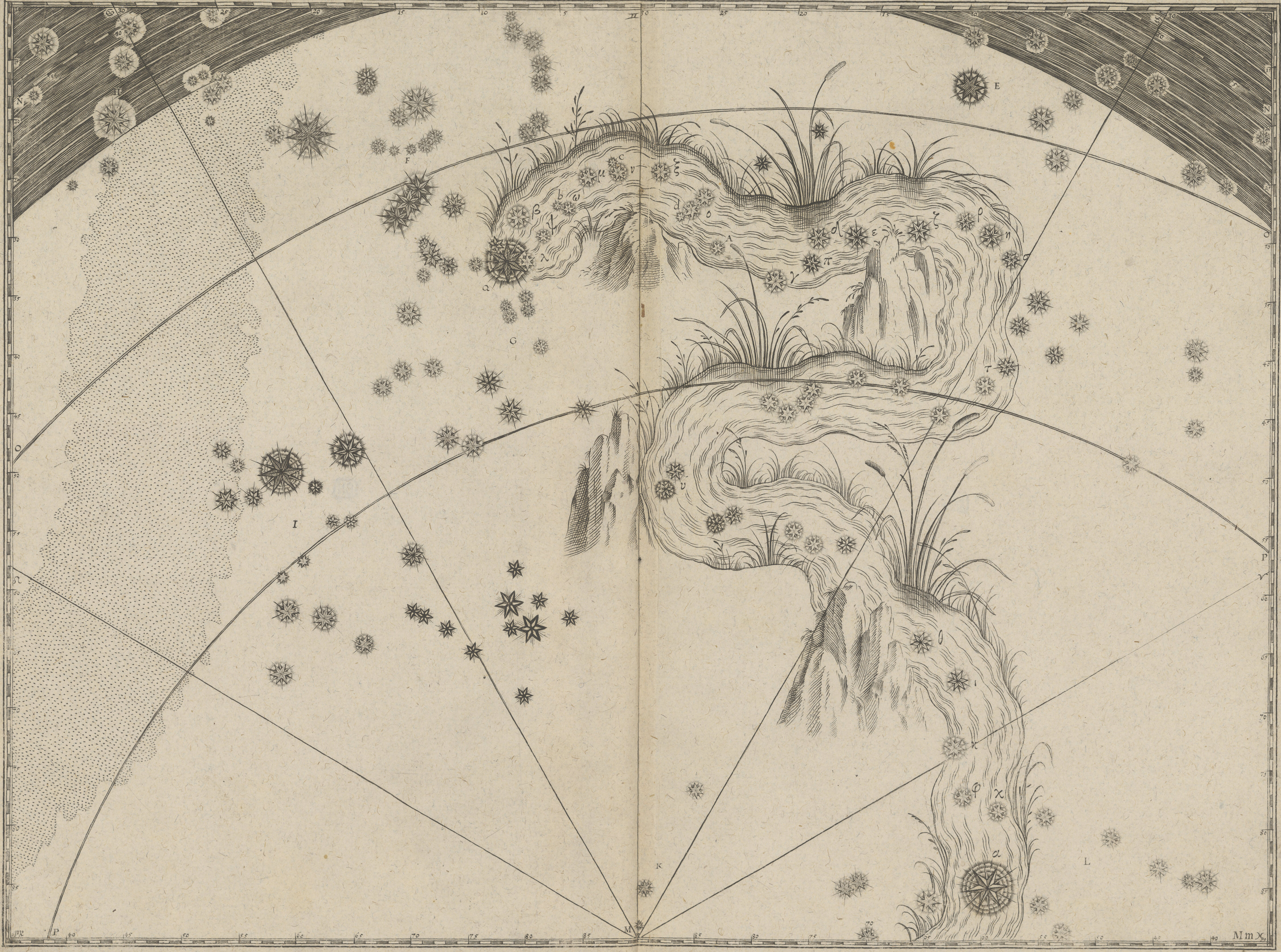
La constelación de Erídano como un río.

En la mitología griega, el Erídano (en griego antiguo: Ἠριδανός Ēridanós) era un río que discurría por una parte lejana e indeterminada del noroeste de Europa; «demasiado lejos hacia río del oeste». Dependiendo de la versión del mitógrafo se identifica al Erídano con el Po, el Nilo o con uno de los ríos que atravesaban el Hades.

## En la mitología
Según la Teogonía «el Erídano de profundos remolinos» era uno de los dioses fluviales y como tal era hijo de Océano y Tetis. Virgilio lo conoce como «el rey de los ríos». Ciertas ninfas del Erídano, hijas de Zeus y Temis, le dijeron a Heracles el paradero de Nereo, y éste el del jardín de las Hespérides. Heracles había llegado hasta el Erídano atravesando Iliria. Esas ninfas deben ser las mismas que las «náyades de Hesperia» —náyades del río Erídano—, mencionadas por Ovidio, que vivían en el otro extremo del mundo.
Heródoto, con la mentalidad propia del historiador, tiene dudas acerca de la identificación de este río: «sobre los límites occidentales de Europa no puedo hablar a ciencia cierta; pues no admito la existencia de cierto río, llamado por los bárbaros Erídano, que desemboque en el mar del norte —río del que, según cuentan, procede el ámbar—, ni tengo noticias de la verdadera existencia de unas islas Casitérides, de las que procedería nuestro estaño. En efecto, el mismo nombre de Erídano —que debió de ser creado por algún poeta— revela que es griego y no bárbaro». La asociación del Erídano como el Po fue natural pues el río Po constituía el final del recorrido de la ruta del ámbar.
Según los poetas tardíos fue en el río Erídano donde cayó el malhadado Faetón, conductor del carro del sol. Había sido Zeus quien lo fulminó con un rayo. Al río se lo llamó Po y fue Ferécides el primero en nombrarlo. Apolonio de Rodas nos dice que «pronto embarcando en la nave se esforzaban (los argonautas) con los remos vigorosamente, hasta que llegaron a la sagrada isla de Electris, la última de todas, cerca del río Erídano». La isla de Electris recibe su nombre por el «ámbar» (élektron). Y en ámbar se convirtieron las lágrimas de las desdichadas hermanas de Faetón, que se consumieron en la tristeza por la muerte de su hermano. Ahora no son más que álamos llorando ámbar. Así en las Argonáuticas: «por la noche a su vez oían el llanto agudo de las Helíades en sonoros lamentos. Y las lágrimas de sus gemidos, cual gotas de aceite, eran llevadas por las aguas. Desde allí pasaron al profundo curso del Ródano, que afluye en el Erídano».

## Río del Hades
Virgilio fue el primero en decir que el Erídano es uno de los ríos que atraviesan el inframundo; los autores griegos nunca vinculan al Erídano con el mundo subterráneo. El Erídano parece ser un locus amoenus: «de pronto Eneas ve a izquierda y a derecha a otros yantando por la yerba, cantando a coro un himno de gozo a honra de Febo en un bosque fragante de laureles donde brota el Erídano caudaloso camino de la tierra rodando entre arboledas». Nono, autor también tardío, sigue con la misma idea: «Hades no se persuade, si él quisiera, yo podría serle grato robando los árboles del río Erídano para dárselos luego en toda su radiante belleza».

## Río celestial
El Erídano fue puesto entre las estrellas —Eridanus, el Erídano—; o en boca de los poetas, el «astral Erídano». Zeus no sólo destruyó a Faetonte sino también al Erídano. El río abrasado por la centella también ascendió a la bóveda celeste, por asentimiento de Zeus, y entre las estrellas el río todavía se encuentra en llamas. Los egipcios relacionaban esta constelación con su río principal, el Nilo, y los babilonios con el Éufrates. Los poetas que aluden a este catasterismo dudan entre Erídano, Nilo u Océano como los homenajeados entre las estrellas.